# The Rocky Horror Show
Cet article concerne la comédie musicale. Pour le film de 1975, voir The Rocky Horror Picture Show. Pour le téléfilm de 2016, voir The Rocky Horror Picture Show: Let's Do the Time Warp Again.
The Rocky Horror Show est une comédie musicale de Richard O'Brien créée en 1973. Hommage aux films de série B d'épouvante, la pièce est prétexte à un délire musical rock'n'roll, sexuellement débridé et plein d'humour. 
Son adaptation au cinéma en 1975 sous le titre The Rocky Horror Picture Show est peu à peu devenue culte. Le film détient d'ailleurs le record de la plus longue sortie en salle de l'histoire du cinéma, puisque plus de 40 ans après la première projection, il fait encore partie de la programmation de plusieurs salles à travers le monde,,. The Rocky Horror Picture Show eut une suite officielle en 1981 nettement moins connue, Shock Treatment, ainsi qu'un remake télévisuel en 2016.
The Rocky Horror Show fut monté en français en avril 1975 au Théâtre de la Porte-Saint-Martin dans une mise en scène de Pierre Spivakoff (qui y interprète également le rôle de Frank-N-Furter), et l'adaptation des paroles confiée à Alain Boublil.

## Synopsis

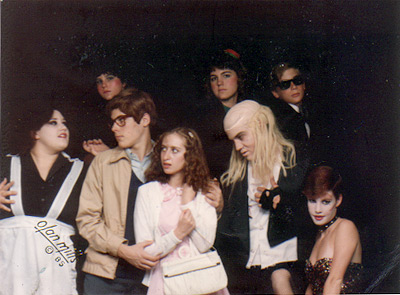
Distribution Rocky Horror à Sacramento. (Devant : Sid, Brad, Lemming, moi, Lil Michelle. Derrière : Jennifer, Kathleen, Mouse. Milieu)

Brad et Janet, deux amoureux, veulent revoir leur ancien professeur de sciences avant de se marier. Ils partent donc en voiture, un soir, mais le pneu de leur voiture explose mystérieusement à quelques mètres d'un château étrange… Brad et Janet vont alors aller demander de l'aide aux habitants du château, tous plus étranges les uns que les autres… C'est ainsi que Brad et Janet rencontrent le docteur Frank-N-Furter, un travesti bisexuel venu de la planète Transexual de la galaxie Transylvania, créateur d'un homme parfait, plein de muscles mais sans un gramme de cervelle et sachant à peine marcher, nommé Rocky.

## Fiche technique
- Titre : The Rocky Horror Show
- Livret : Richard O'Brien
- Lyrics : Richard O'Brien
- Musique : Richard O'Brien
- Direction musicale : Peter Moss
- Mise en scène : Jim Sharman
- Décors : Brian Thomson
- Costumes : Sue Blane
- Producteur : Michael White
- Nombre de représentations consécutives : 2 717

## Chansons
| - Science Fiction / Double Feature - Dammit, Janet! - Over at the Frankenstein Place - The Time Warp - Sweet Transvestite - The Sword of Damocles - I Can Make You a Man - Hot Patootie / Bless My Soul - I Can Make You a Man (reprise) | - Touch-a, Touch-a, Touch-a, Touch Me - Once in a While - Eddie's Teddy - Planet Schmanet Janet - Rose Tint My World - Don't Dream It, Be It - Wild and Untamed Thing - I'm Going Home - Super Heroes - Science Fiction / Double Feature (reprise) |

## Distribution
| - Julie Covington puis Belinda Sinclair : Janet Weiss, étudiante - Christopher Malcolm : Brad Majors, son fiancé, également étudiant - Tim Curry : Dr. Frank-N-Furter, savant fou transylvanien, bisexuel et travesti - Richard O'Brien : Riff Raff, son serviteur - Patricia Quinn : Magenta, sœur de Riff Raff et servante de Frank-n-Furter / Usherette (Ouvreuse) - Little Nell : Columbia, ex-maîtresse de Frank-n-Furter et petite amie d'Eddie - Paddy O'Hagan : Dr. Everett Scott, ex-professeur de Brad et Janet / Eddie, son neveu, fan de rock and roll - Rayner Bourton : Rocky, « homme parfait » créé par Frank-n-Furter pour son plaisir - Graham Jarvis : Le narrateur | - Nathalie Brehal : Janet - Roger Mirmont : Paul - Pierre Spivakoff : Dr. Frank-N-Furter - Gérard Surugue : Riff-Raff - Myriam Mézières : Magenta - Célia Booth : Columbia - Ticky Holgado : Dr. Everett Scott/ Eddie - Jeffrey Kime : Rocky - Geoffroy Carey : Le narrateur |

## Genèse

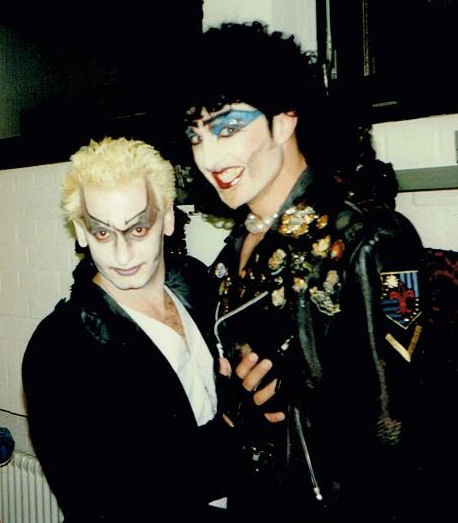
David Nehls et William E Lester lors de la tournée européenne du Rocky Horror Show, en 1996.

Tout commence au début des années 1970 ; à Londres, la comédie musicale Jesus Christ Superstar de Andrew Lloyd Webber et Tim Rice connaît un grand succès. Un soir, un des figurants est renvoyé : il s'agit de Richard O'Brien. Ayant une femme et un enfant, et disposant de pas mal de temps libre, il décide d'écrire sa propre comédie musicale. Il se base sur ses goûts et ses souvenirs d'adolescents, et décide d'écrire une riposte aux grands spectacles qui se jouaient alors sur la scène londonienne en prenant comme thèmes majeurs de cet « anti-spectacle » le sexe, les films de série B et le rock and roll.
Le jour de la première, le 19 juin 1973, il pleut et seules quelques dizaines de spectateurs sont là pour voir Richard O'Brien et Tim Curry, qui interprètent respectivement les rôles de Riff Raff et de Frank-n-Furter. L'année suivante, le spectacle remporte l'équivalent d'un de nos Molières pour le « Meilleur Spectacle de l'année 1974 ».
Malgré un relatif échec à Broadway, la pièce se joue sans interruption à Londres jusqu'en 1980. Elle est toujours jouée aujourd'hui à travers le monde, de deux façons différentes : soit intégralement interprétée par des acteurs sur scène, soit avec projection du film agrémenté d'acteurs apparaissant devant l'écran pour rejouer certaines scènes cultes ou interagir avec les images. Cette dernière forme de prestation impliquant le public a contribué à faire du Rocky Horror Show un spectacle culte.